# 东方五趾跳鼠属
东方五趾跳鼠属（学名：Orientallactaga），是哺乳纲啮齿目跳鼠科的一属，过去一般被视为五趾跳鼠属（Allactaga）的一个亚属。2013年欧洲学者通过基于分子标记的亚科内物种系统发育关系的构建，发现传统的五趾跳鼠属是一个并系群，将东方五趾跳鼠亚属提升为属。本属目前包含以下三种：
- 巴里坤跳鼠 Orientallactaga balikunica
- 巨泡五趾跳鼠 Orientallactaga bullata
- 五趾跳鼠 Orientallactaga sibirica